# جوني بيدفورد
جوني بيدفورد (بالإنجليزية: Johnny Bedford) هو مصارع هاوي أمريكي، ولد في 6 يناير 1983 في وودفيل في الولايات المتحدة.

## وصلات خارجية
- جوني بيدفورد على موقع بوكس ريك (الإنجليزية) (registration required)
- جوني بيدفورد على موقع يو إف سي (الإنجليزية)
- جوني بيدفورد على موقع بيلاتور (الإنجليزية)
- جوني بيدفورد على موقع شيردوغ (الإنجليزية)
- جوني بيدفورد على موقع Tapology.com (الإنجليزية)
- جوني بيدفورد على موقع IMDb (الإنجليزية)